# Dolomedes fimbriatus
Dolomedes fimbriatus és una espècie d'aranya araneomorf de la família dels pisàurids (Pisauridae). És l'espècie tipus del gènere Dolomedes.

## Sinonímies
Originalment fou descrita per Carl Alexander Clerck el 1757 en la seva obra Svenska Spindlar amb el nom Araneus fimbriatus. Carl von Linné, el 1758, en el Sistema Naturae va fer diverses descripcions de la mateixa espècie: Aranea fimbriata, Aranea virescens, Aranea palustris. Latreille, el 1804, la va reanomenar com a Dolomedes fimbriatus.
Hi ha una llarga llista de sinonímies:
- Araneus fimbriatus Clerck, 1757
- Araneus undatus Clerck, 1757
- Aranea fimbriata Linnaeus, 1758
- Aranea virescens Linnaeus, 1758
- Aranea palustris Linnaeus, 1758
- Aranea schaefferi Scopoli, 1763
- Aranea paludosa De Geer, 1778
- Aranea marginata De Geer, 1778
- Aranea elongata Olivier, 1789
- Aranea elegans Meyer, 1790
- Aranea quatuordecimpunctata Schrank, 1803
- Argyroneta bicolor Risso, 1826
- Dolomedes limbatus Hahn, 1831
- Dolomedes italicus Thorell, 1875

## Descripció
El mascle fa entre 10 i 13 mm mentre que les femelles assoleixen els 17 mm. Viuen en pantans o en llocs on hi ha permanentment aigua. Són de color marró lleonat, amb una banda lateral de color blanc o groguenc.

## Distribució i hàbitat
Es troben en la península Ibèrica, a la resta d'Europa, el Caucas, Rússia, l'Àsia central fins al Japó. Es tracta d'una aranya habitual a Europa, però està escassejant a causa de la desaparició del seu biòtop: pantans on l'aigua roman de manera permanent. El més característic d'aquesta aranya és la seva manera de vida, condicionat per l'aigua. Encara que no pugui nedar, se submergeix en l'aigua sense dificultat. Es mantenen surant en l'aigua, com els sabaters, gràcies a la tensió superficial d'aquest mitjà.